# Dieu fumeur de havanes
Singles de Catherine Deneuve
Lady From Amsterdam
(1979) Souviens-toi de m'oublier
(1981)
Singles par Serge Gainsbourg
Harley-Davidson
(1980) Ecce Homo
(1981)
Dieu fumeur de havanes ou Dieu est un fumeur de havanes est une chanson française interprétée par Serge Gainsbourg et Catherine Deneuve. Écrite et composée par Serge Gainsbourg en 1980 pour le film de Claude Berri Je vous aime, elle remporte un grand succès.

## Histoire
En 1980, la vie privée de Serge Gainsbourg connaît un bouleversement majeur : Jane Birkin le quitte au mois d'août, lassée par ses excès. Pour lui changer les idées, le réalisateur Claude Berri lui propose de composer la bande originale de son prochain film intitulé Je vous aime et d'y jouer un second rôle,. 
Dans le film, Catherine Deneuve interprète le rôle d'une parolière. Dieu fumeur de havanes est l'une des chansons que son personnage aurait écrites. Sous l'apparence d'une chanson d'amour, ce titre révèle en réalité l'attachement indéfectible que ressent l'homme, Serge Gainsbourg, envers le tabac et surtout les gitanes, « ses tendances autodestructrices ». La femme, Catherine Deneuve, tente de lui faire comprendre que ce n'est pas « la lueur de la cigarette qui « brille au fond de mes yeux », c'est la flamme de l'amour ». Cet amour semble à sens unique et repose sur un malentendu comme le faisait déjà Je t'aime… moi non plus. Pour Le Figaro, Dieu fumeur de havanes est « un titre aux accents un peu maladroits, mais qui sonne juste. » Pour Jane Birkin, la façon de chanter de Catherine Deneuve — « au plus près du micro, d'une voix chuchotante » — sur cette chanson est caractéristique de la façon dont Serge Gainsbourg aime travailler avec les actrices en studio.
Contrairement à la bande originale du film qui passe inaperçue, le duo de Dieu fumeur de havanes est mis en avant pour faciliter la promotion du film. Le titre se classe dans les charts pendant onze semaines à partir du 22 février 1981 et atteint la 20e place. Le single se vendra à plus de 80 000 exemplaires.  
À la suite de la diffusion à la télévision d'un enregistrement de leur duo, la rumeur d'une aventure entre les deux stars apparaît dans les médias. Gainsbourg lui-même laisse entendre dans une interview donnée à France-Soir qu'ils entretiennent une liaison. Cette histoire est fermement démentie par Catherine Deneuve qui rappelle que leurs « relations étaient celles de copains. Il ne détestait pas donner l'apparence d'une ambiguïté dans une relation avec une femme, même s'il ne la touchait pas. ». Malgré ce malentendu, ils restent en très bons termes. Aussi, inspiré par Catherine Deneuve et le succès de la chanson, Serge Gainsbourg décide de lui composer un album dans la foulée et l'enregistre en février 1981. Mais Souviens-toi de m'oublier est un échec artistique et commercial sans appel,.

## Reprises
La chanson est reprise en 1996 par Régine[réf. nécessaire] et en 2012 par Stone et Charden dans l'album Made in France.

## Personnel

### Musiciens
- Serge Gainsbourg - chant
- Catherine Deneuve - chant
- Jean-Pierre Sabar - section rythmique
- Don Ray - cuivres, cordes et claviers

### Production
- Serge Gainsbourg - réalisation
- Bernard Prim - photographie
- Paul Scemama - ingénieur du son
- Philippe Martin - assistant ingénieur du son
- Renn Productions et Artmedia Variétés - production